# Federação de Futebol da República Islâmica do Irã
A Federação de Futebol da República Islâmica do Irã (português brasileiro) ou Irão (português europeu) (em persa: فدراسیون فوتبال جمهوری اسلامی ایران, em inglês:  Football Federation Islamic Republic of Iran) é o maior órgão de futebol no Irã, controlando a Seleção Iraniana de Futebol. Foi fundada em 1920, e é membra da Federação Internacional de Futebol (FIFA) desde 1945 e da Confederação Asiática de Futebol (AFC) desde 1958.

## Suspensão
Em 23 de novembro de 2006, a federação foi suspensa pela FIFA, devido à interferência do governo no futebol. Regras da FIFA decretam que uma federação de futebol nacional deve permanecer autônoma em relação ao governo nacional. No entanto em 17 de dezembro de 2006, a proibição foi levantada e um novo Conselho de Transição foi composta de Mohsen Safaei Farahani como presidente, Hashemi Kiomars como vice-presidente e Hassan Mohammad Ansarifar, Hassan Dr. Ghaffari, Mohammad Dr. Khabiri e Reghbati Ali como membros.

## Corpo técnico
- Ali Kafashian (Presidente)
- Hadi Ayatollahi (Primeiro Vice Presidente)
- Gholamreza Behravan (Segundo Vice Presidente)
- Farideh Shojaei (Terceiro Vice Presidente e Departamento feminino)
- Mehdi Taj (Gerente de organização da Liga)
- Azizollah Mohammadi (Diretor da Associação de Futebol de Clubes do Irã)
- Mohammad Mohammad Nabi (Secretário Geral)
- Amir Hossein Hosseini (Diretor de mídia)
- Alireza Rahimi
- Fereydoun Esfahanian
- Haydar Baharvand
- Shahabodin Azizi Khadem[3]

## Presidentes
| 1- Dr.Ali Kani (1946-1950) 2- Hedayatollah Gilanshah (1950-1952) 3- Mohsen Haddad (1952-1952) 4- Hossein Siasi (1952-1953) 5- Mohsen Haddad (1953–1954) (Segunda vez) 6- Hossein Siasi (1954) (Segunda vez) 7- Dr.Ali Kani (1954–1955) (Segunda vez) 8- Mostafa Salimi (1955–1956) 9- Hossein Mobasher (1956–1958) 10- Mostafa Makri (1958–1960) 11- Zabih Khabiri (1960–1961) 12- Hossein Soroudi (1961–1962) 13- Hossein Mobasher (1962–1967) (Segunda vez) 14- Hossein Soroudi (1967–1968) (Segunda vez) 15- Mostafa Makri (1968–1972) (Segunda vez) 16- Kambiz Atabay (1972–1979) 17- Naser Noamooz (1979–1980) |  | 18- Hadi Tavoosi (1980–1981) 19- Hossein Abshenasan (1981) 20- Hossein Raghfar (1981–1982) 21- Hossein Abshenasan (1982–1983) (Segunda vez) 22- Behrooz Sahabeh (1984) 23- Nasrollah Sajjadi (1985) 24- Ali Mohammad Mortazavi (1986–1987) 25- Mohammad Reza Pahlavan (1987–1989) 26- Naser Noamooz (1989–1993) (Segunda vez) 27- Mohammad Safizadeh (1993–1994) 28- Amir Abedini (1994) 29- Dariush Mostafavi (1994–1997) 30- Mohsen Safaei Farahani (1997–2002) 31- Mohammad Dadkan (2002–2006) 32- Mohsen Safaei Farahani (2006–2008) (Interino)(Segunda vez) 33- Ali Kafashian (2008–) |